# كفر عياد كريم
قرية كفر عيادكريم هي إحدى القرى التابعة لمركز أبوحماد في محافظة الشرقية في جمهورية مصر العربية. حسب إحصاءات سنة 2006، بلغ إجمالي السكان في كفر عيادكريم 6063 نسمة، منهم 3154 رجل و2909 امرأة.